# Манфред Редер
Манфред Редер — (нім. Manfred Roeder, нар. 6 лютого 1929, Берлін — пом. 30 липня 2014, Нойкірхен) — німецький адвокат, ревізіоніст голокосту, колишній терорист.

## Біографія
Редер відвідував Національний інститут політичної освіти (нацистська школа-інтернат) у Пленіі. Як один із наймолодших солдатів у регулярній армії, він захищав Берлін в 1945 році. Після закінчення Другої світової війни деякий час він був членом ХДС. Після виходу з партії він налагодив зв'язки з ультраправим політичним рухом (у Німеччині й за кордоном) і Ку-клукс-кланом.. У 1980 році Deutschen Aktionsgruppen («Німецька група дії») — неонацистська організація, заснована Редером, почала нападати на притулки біженців. У результаті цих дій, німецькими органами правового захисту Редер був класифікований як терорист.
У 1997 році телевізійна програма Panorama встановила, що в 1995 році Редер з'явився на запрошення, як спікер Академії навчання німецьких військових в Гамбурзі. Цей скандал, а також той факт, що Редер отримав фінансові пожертвування з боку військових, призвели до звільнення командира Академії та позбавлення звання його заступника контр-адмірала Рудольфа Ланге, з метою відновлення доброї репутації Академії.
У 1997 році Манфред Редер висувався як кандидат від NPD (ультраправої партії) в Штральзунді в Мекленбурзі — Передній Померанії під час парламентських виборів, позиціонуючи себе як «канцлера альтернативи 1998», але безуспішно.
Одружений, має шістьох дітей.

## Зв'язки з Іраном
Редер був присутній на національних святах в Ірані на честь приходу до влади аятоли Хомейні. У листі до «Die Bauernschaft» («Селянська громада»), надрукованому в журналі ревізіонізму голокосту, що видає Тіс Крістоферсен, Редер пише з Тегерана: «Нашим візитом ми хочемо продемонструвати нашу солідарність з іранською боротьбою проти всіх великих держав… Тому наша мета здійснити аналогічні революції в Німеччині, і відправити до біса всіх цих політиків, яких підпирають з-за кордону, таких як Шах».